# 海沧镇
海沧镇是中国福建省厦门市海沧区已经撤消的一个镇。
2006年，海沧镇撤消并成立海沧街道和新阳街道。